# زیوه (بخش مرکزی ارومیه)
زیوه یک روستا در ایران است که در دهستان دول واقع در بخش مرکزی شهرستان ارومیه قرار دارد. زیوه ۳۶۲ نفر جمعیت دارد.